# Rusiłowo (obwód smoleński)
Rusiłowo (ros. Русилово) – wieś (ros. деревня, trb. dieriewnia) w zachodniej Rosji, w osiedlu wiejskim Pionierskoje rejonu smoleńskiego w obwodzie smoleńskim.

## Geografia
Miejscowość położona jest nad Moszną, przy drodze regionalnej 66K-22 (Szczeczenki – Monastyrszczina), 10 km od drogi federalnej R135 (Smoleńsk – Krasnyj – Gusino), 14 km od drogi federalnej R120 (Orzeł – Briańsk – Smoleńsk – Witebsk), 30 km od drogi magistralnej M1 «Białoruś», 10 km od centrum administracyjnego osiedla wiejskiego (Sanniki), 18 km od Smoleńska, 17,5 km od najbliższego przystanku kolejowego (Dacznaja II).
W granicach miejscowości znajdują się ulice: Centralnaja, Mołodiożnaja, Polewaja, Sadowaja.

## Demografia
W 2010 r. miejscowość zamieszkiwały 584 osoby.